# Elin Rubensson
Elin Ingrid Johanna Rubensson (Ystad, Suecia; 11 de mayo de 1993) conocida como Elin Rubensson, es una futbolista sueca. Juega como centrocampista y su equipo actual es el Kopparbergs/Göteborg FC de la Damallsvenskan de Suecia.

## Clubes
| Club                    | País   | Año         |
| ----------------------- | ------ | ----------- |
| FC Rosengård            | Suecia | 2010 - 2015 |
| Kopparbergs/Göteborg FC | Suecia | 2015 - 2020 |

### Campeonatos nacionales
| Título              | Club         | País   | Año  |
| ------------------- | ------------ | ------ | ---- |
| Damallsvenskan      | FC Rosengård | Suecia | 2010 |
| Damallsvenskan      | FC Rosengård | Suecia | 2011 |
| Supercopa de Suecia | FC Rosengård | Suecia | 2011 |
| Supercopa de Suecia | FC Rosengård | Suecia | 2012 |
| Damallsvenskan      | FC Rosengård | Suecia | 2013 |
| Damallsvenskan      | FC Rosengård | Suecia | 2014 |

### Campeonatos internacionales
| Título           | Equipo              | Sede                     | Año  |
| ---------------- | ------------------- | ------------------------ | ---- |
| Europeo Sub-19   | Selección de Suecia | Turquía                  | 2012 |
| Juegos Olímpicos | Selección de Suecia | Río de Janeiro           | 2016 |
| Mundial          | Suecia              | Australia/ Nueva Zelanda | 2023 |